# Condado de Sioux (Dakota del Norte)
El condado de Sioux (en inglés: Sioux County, North Dakota), fundado en 1873,  es uno de los 53 condados del estado estadounidense de Dakota del Norte. En el año 2000 tenía una población de 4044 habitantes y una densidad poblacional de 1 personas por km². La sede del condado es Fort Yates.

## Geografía
Según la Oficina del Censo, el condado tiene un área total de 2922 km² (1128,2 mi²), de la cual 2833 km² (1093,8 mi²) es tierra y 88 km² (34,0 mi²) es agua.

### Municipios
- Menz

### Condados adyacentes
- Condado de Morton (norte)
- Condado de Emmons (este)

o de Corson (Dakota del Sur)|Condado de Corson]] (sur)
- Condado de Adams (oeste)
- Condado de Grant (noroeste)

## Demografía
En el 2000 la renta per cápita promedia del condado era de $22 483, y el ingreso promedio para una familia era de $24 000. El ingreso per cápita para el condado era de $7731. En 2000 los hombres tenían un ingreso per cápita de $22 039 versus $19 458 para las mujeres. Alrededor del 39.20% de la población estaba bajo el umbral de pobreza nacional.
| 1920 | 1930 | 1940 | 1950 | 1960 | 1970 | 1980 | 1990 | 2000 | Est. 2009 |
| ---- | ---- | ---- | ---- | ---- | ---- | ---- | ---- | ---- | --------- |
| 3308 | 4687 | 4419 | 3696 | 3662 | 3632 | 3620 | 3761 | 4044 | 4203      |

## Mayores autopistas
- Carretera de Dakota del Norte 6
- Carretera de Dakota del Norte 24
- Carretera de Dakota del Norte 31
- Carretera de Dakota del Norte 49

## Lugares

### Ciudades
- Fort Yates
- Selfridge
- Solen

Nota: todas las comunidades incorporadas en Dakota del Norte se les llama "ciudades" independientemente de su tamaño